# 日野杏寿
日野 杏寿（ひの あんじゅ、6月15日 - ）は、日本の漫画家、イラストレーター。
新潟県新潟市出身。2009年、小学館ルルル文庫イラスト大賞で優秀賞を獲得。

## 人物
漫画家になる前は会社員として働いていた。
影響を受けた漫画は宮崎駿の『風の谷のナウシカ』。和月伸宏の『るろうに剣心 -明治剣客浪漫譚-』を読んで剣道と居合道を学び始めたという。注目している作品は山口つばさの『ブルーピリオド』。

## 作品リスト

### 漫画
- バチカン奇跡調査官（原作：藤木稟、キャラクターデザイン：THORES柴本、『月刊コミックジーン』2016年9月号[2] - 2019年1月号、全5巻）
- BLACK BABYLON-ブラック・バビロン-（『月刊コミックジーン』2019年6月号[3] - 2020年5月号[4]、全2巻）
- 没落令嬢の異国結婚録（原作：江本マシメサ、キャラクターデザイン：まち、『マンガUP!』2020年8月26日[5] - 2021年10月27日、全4巻[6]）
- Missing（原作：甲田学人、キャラクター原案：花邑まい、『電撃マオウ』2023年7月号[7] - 2025年7月号[8]、既刊4巻）
- 京兼家の花嫁（『月刊ガンガンJOKER』2024年2月号 - 、既刊3巻）

### 小説挿絵
- 女王家の華燭（葵木あんね／小学館ルルル文庫）
- 妖精とキス（弓束しげる／小学館ルルル文庫）
- 相棒とわたし（瑞山いつき／三笠書房f-Clan文庫）
- ぼくたち学校不適合者です シリーズ（あいはらしゅう／集英社みらい文庫）

### アンソロジー
- アニメ「K」公式コミックアンソロジー（ムービック）
- おそ松さん公式アンソロジーコミック 【キレイ】[9] (あすかコミックスDX)
- 刀剣乱舞―ONLINE―アンソロジー 〜戦場にきらめく刃〜[10]（アクションコミックス）

### ゲーム
- 一血卍傑（一部キャラクターデザイン、DMM.com OVERRIDEとRejet）
- 大航海時代Online『Order of the Prince』（キャラクターデザイン、コーエーテクモゲームス）
- 幻妖恋奇譚（原画、キャラクターデザイン、CLARITY STUDIO）